# Debinha
Débora Cristiane de Oliveira, née le 20 octobre 1991 à Brazópolis, connue sous le nom Debinha Miri ou simplement Debinha, est une footballeuse internationale brésilienne évoluant au poste d'attaquante pour le Kansas City Current dans la National Women's Soccer League.

## Biographie

### Carrière en club
Lors du transfert de Rosana à l'Avaldsnes IL en août 2013, elle demande également au club norvégien sa signature. Debinha termine meilleure buteuse du championnat de Norvège 2014.
Fin 2014, elle contracte un prêt entre novembre et décembre avec le club de Rosana à São José, remportant avec cette équipe la Copa Libertadores féminine et la Mobcast Cup. Elle rentre en Norvège au début de l'année 2015.

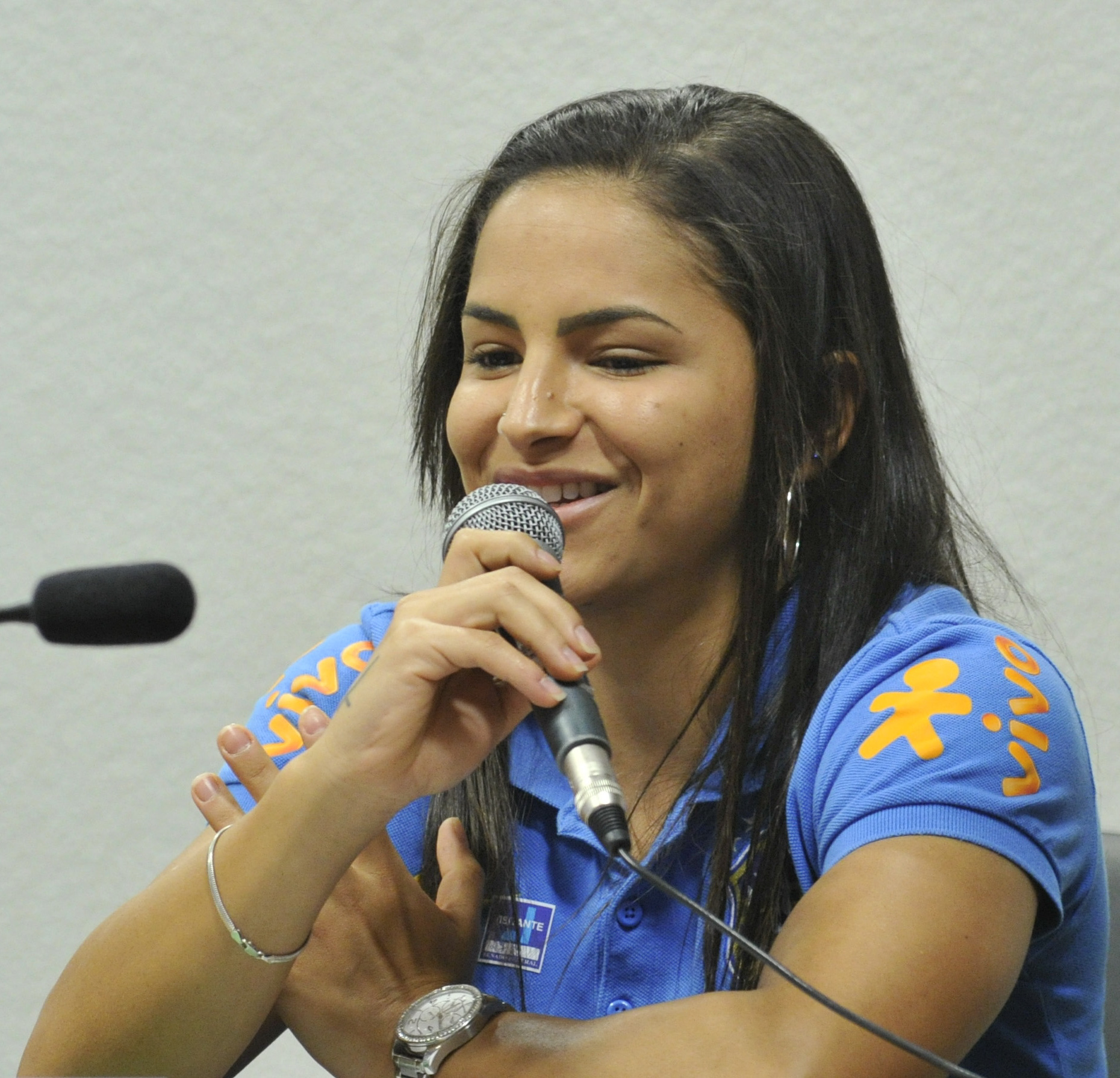
Debinha (2015).

De février 2016 à janvier 2017, elle joue pour le club du Dalian Quanjian dans la Super League chinoise.
Debinha signe ensuite avec le Flash de Western New York le 5 janvier 2017, quelques jours avant que la franchise n'annonce sa vente et son transfert de Rochester (New York) à Cary (Caroline du Nord). Debinha n'aurait apparemment pas été informée du projet de la franchise de déménager lors de la signature,. Elle se rend en Caroline du Nord et devient titulaire au milieu de terrain dès le début de la saison. Elle marque le premier but du Courage dans son stade.
Debinha participe à tous les matchs de la saison régulière pour le Courage en 2017, marquant quatre buts. Elle débute la demi-finale contre les Red Stars de Chicago, mais se voit forcée de quitter le match après s'être disloquée le coude à la 10e minute de jeu. Cette blessure lui fait manquer la finale que le Courage perd 1-0 contre les Portland Thorns.
En 2018, Debinha est nommée dans l'équipe NWSL du mois de mars. Elle inscrit huit buts au cours de la saison régulière, aidant ainsi le Courage à remporter son deuxième NWSL Shield. Lors des play-offs, elle est dans la formation de départ pour les demi-finales et la finale. Debinha marque à la 13e minute de la finale du championnat, le Courage battant les Portland Thorns 3-0 pour remporter le championnat NWSL 2018.

### Carrière internationale
Après avoir représenté le Brésil lors de la Coupe du monde des moins de 20 ans 2010, Debinha fait ses débuts avec les seniors lors des Jeux panaméricains 2011 à Guadalajara. Elle est nommée comme remplaçante de l'équipe du Brésil lors des Jeux olympiques de Londres en 2012.
En décembre 2013, Debinha marque deux fois lors d'une victoire 3 à 1 sur l'Écosse, à l'occasion du Torneio Internacional de Brasilia de Futebol Feminino 2013.
En 2019, elle fait partie des 23 joueuses brésiliennes retenues afin de participer à la Coupe du monde organisée en France.
Le 18 février 2021, elle dispute son 100e match international avec le Brésil à l'occasion de la victoire 4-1 contre l'Argentine lors de la SheBelieves Cup 2021.

### Activités autres
Elle participe en tant que coach sportif au programme de Nike diffusé à partir de Juillet 2023 sur Netflix intitulé "Nike Training Club - Football-inspired workouts for all".

## Palmarès

### Club
North Carolina Courage
- Championne de NWSL en 2018
- Vainqueur du NWSL Shield en 2017 et 2018

### International
- Vainqueur de la Copa América Femenina en 2018

## Vie privée
Debinha est ouvertement lesbienne, ayant une relation avec Meredith Speck (en), sa coéquipière du Courage de la Caroline du Nord.